# Leo Rojas (músico)
Leo Rojas (Otavalo, Imbabura, Ecuador, 18 de octubre de 1984), más conocido como Leopardo Rojas, es un artista de internet ecuatoriano, quien en 2011 ganó la quinta edición de la serie de televisión versión alemana de la franquicia Got Talent.

## Biografía
Rojas llegó a España en el año 2000, mientras su familia permanecía en Ecuador. De allí se trasladó con una visa de turista otra vez a Alemania. Vive en Berlín con su esposa Inés, originaria de Polonia, quien también se dedica a la música, siendo allí donde al principio se ganaba la vida como músico callejero. Un transeúnte llamó su atención para que ingrese al programa televisivo de talentos llamado Das Supertalent. Ingresó en la quinta temporada en 2011 y logró ser clasificado para la fase final. Con una interpretación de El cóndor pasa, que incluía zampoñas y otros instrumentos de viento de los Andes, llegó a las semifinales. Allí se reunió con su madre que fue trasladada desde Ecuador, en un reencuentro emotivo. En la final, el 17 de diciembre de 2011, Rojas tocó el tema instrumental Einsamer Hirte, un éxito escrito por James Last en 1977 para Gheorghe Zamfir. Con una clara ventaja el sudamericano ganó la competencia.
Su canción ganadora fue publicada en la competencia después de haber alcanzado el número 48 en las listas alemanas de la semana de Navidad. El 27 de enero de 2012, su primer álbum con piezas instrumentales conocidas apareció bajo el título Espíritu del Halcón (inglés: Spirit of the Hawk). Producida por Dieter Bohlen, el álbum alcanzó el Top 5 de las listas de popularidad en los países de habla alemana y ha sido galardonado a finales de febrero de 2012 en Alemania, con el disco de oro.

## Discografía
Temas
- Einsamer Hirte (2011)
- El cóndor pasa (2012)

Álbumes
- Spirit of the Hawk (2012)
- Flying Heart (2012)
- Albatross (2013)